# Roberto Urdaneta Arbeláez

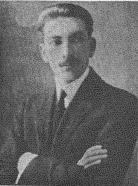
Roberto Urdaneta Arbeláez

Roberto Urdaneta Arbeláez (* 27. Juni 1890 in Bogotá; † 20. Juni 1972 ebenda) war ein kolumbianischer Diplomat, Politiker der konservativen Partido Conservador Colombiano und von 1951 bis 1953 amtierender Präsident Kolumbiens.

## Leben
Nach dem Schulbesuch studierte er Rechtswissenschaften an der Universidad de Deusto in Bilbao sowie der Universidad Nacional de Colombia und war anschließend als Rechtsanwalt sowie als Journalist tätig.
Im Juli 1931 wurde er von Präsident Enrique Olaya Herrera zum Außenminister in dessen Kabinett berufen und bekleidete dieses Amt auch unter dessen Nachfolger Alfonso López Pumarejo bis Dezember 1934. 1935 erfolgte seine Akkreditierung als Botschafter in Peru. Dieses Amt bekleidete er bis zu seiner Ernennung zum Botschafter in Argentinien 1939, wo er bis 1942 tätig war.
Im März 1945 ernannte ihn Präsident López Pumarejo zum Minister für Finanzen und öffentliche Kredite. Allerdings übergab er dieses Amt bereits nach zehn Tagen im April 1945 wieder an seinen Vorgänger Carlos Sanz de Santamaría. Im Dezember 1946 übernahm er im Kabinett von Präsident Mariano Ospina Pérez das Amt des Innenministers.
Anschließend wurde er im Januar 1948 als Nachfolger von López Pumarejo zweiter Botschafter Kolumbiens bei den Vereinten Nationen in New York und verblieb bis 1949 auf diesem Posten.
Nach seiner Rückkehr nach Kolumbien wurde er im August 1950 von Präsident Laureano Gómez zunächst zum Kriegsminister in dessen Regierung ernannt. Im Rahmen einer Kabinettsumbildung wurde er dann im Juli 1951 Innenminister.
Nach zunehmenden innenpolitischen Krisen und aufkommender Kritik an Präsident Gómez wurde er am 5. November 1951 dessen Nachfolger als amtierender Präsident Kolumbiens. Am 13. Juni 1953 wurde er dann jedoch durch einen Militärputsch des von ihm zum Oberkommandierenden der Streitkräfte ernannten General Gustavo Rojas Pinilla abgesetzt und durch diesen abgelöst. Der Militärputsch richtete sich jedoch eigentlich gegen den im Exil befindlichen gewählten Präsidenten Gómez, der seine Rückkehr nach Kolumbien angekündigt hatte.
| Vorgänger      | Amt                               | Nachfolger            |
| -------------- | --------------------------------- | --------------------- |
| Laureano Gómez | Präsident von Kolumbien 1951–1953 | Gustavo Rojas Pinilla |

| Personendaten    | Personendaten                                                                          |
| ---------------- | -------------------------------------------------------------------------------------- |
| NAME             | Urdaneta Arbeláez, Roberto                                                             |
| KURZBESCHREIBUNG | kolumbianischer Rechtsanwalt, Diplomat, Politiker, Präsident von Kolumbien (1951–1953) |
| GEBURTSDATUM     | 27. Juni 1890                                                                          |
| GEBURTSORT       | Bogotá                                                                                 |
| STERBEDATUM      | 20. Juni 1972                                                                          |
| STERBEORT        | Bogotá                                                                                 |